# Pattinaggio di velocità ai XXII Giochi olimpici invernali - 1000 m femminile
La gara dei 1000 metri femminili di pattinaggio di velocità dei XXII Giochi olimpici invernali di Soči si è disputata nella giornata del 13 febbraio alla Adler Arena.
Campionessa olimpica uscente era la canadese Christine Nesbitt, che aveva conquistato l'oro nella precedente edizione di Vancouver 2010, sopravanzando nell'ordine le due olandesi Annette Gerritsen e Laurine van Riessen.
Vincitrice della gara è stata la cinese Zhang Hong, che ha preceduto le olandesi Ireen Wüst e Margot Boer.
Il 24 novembre 2017 la commissione disciplinare del Comitato Olimpico Internazionale ha preso atto delle violazioni alle normative antidoping compiute dalla Fatkulina in occasione delle Olimpiadi di Soči, annullando conseguentemente i risultati ottenuti dalla pattinatrice.

## Record
Prima di questa competizione, i record mondiali erano i seguenti.
| Record mondiale | Brittany Bowe | 1'12"58 | Salt Lake City      | 17 novembre 2013 |
| Record olimpico | Chris Witty   | 1'13"83 | Salt Lake City 2002 | 17 febbraio 2002 |

## Risultati
| Pos.    | Batteria | Nome                   | Nazione       | Tempo    | Distacco |
| ------- | -------- | ---------------------- | ------------- | -------- | -------- |
| Oro     | 7        | Zhang Hong             | Cina          | 1'14"02  |          |
| Argento | 17       | Ireen Wüst             | Paesi Bassi   | 1'14"69  | +0"67    |
| Bronzo  | 16       | Margot Boer            | Paesi Bassi   | 1'14"90  | +0"88    |
| DSQ     | 16       | Ol'ga Fatkulina        | Russia        | 1'15"08  | +1"06    |
| 5       | 18       | Lotte van Beek         | Paesi Bassi   | 1'15"10  | +1"08    |
| 6       | 14       | Marrit Leenstra        | Paesi Bassi   | 1'15"15  | +1"13    |
| 7       | 15       | Heather Richardson     | Stati Uniti   | 1'15"23  | +1"21    |
| 8       | 17       | Brittany Bowe          | Stati Uniti   | 1'15"47  | +1"45    |
| 9       | 7        | Christine Nesbitt      | Canada        | 1'15"62  | +1"60    |
| 10      | 12       | Karolína Erbanová      | Rep. Ceca     | 1'15"74  | +1"72    |
| 11      | 10       | Judith Hesse           | Germania      | 1'15"84  | +1"82    |
| 12      | 18       | Lee Sang-Hwa           | Corea del Sud | 1'15"94  | +1"92    |
| 13      | 15       | Nao Kodaira            | Giappone      | 1'16"45  | +2"43    |
| 14      | 12       | Wang Beixing           | Cina          | 1'16"59  | +2"57    |
| 15      | 10       | Ekaterina Šichova      | Russia        | 1'17"01  | +2"99    |
| 16      | 11       | Julija Skokova         | Russia        | 1'17"02  | +3"00    |
| 17      | 1        | Ida Njåtun             | Norvegia      | 1'17"15  | +3"13    |
| 18      | 13       | Kaylin Irvine          | Canada        | 1'17"24  | +3"22    |
| 19      | 14       | Ekaterïna Aydova       | Kazakistan    | 1'17"25  | +3"23    |
| 20      | 9        | Ekaterina Lobyševa     | Russia        | 1'17"31  | +3"29    |
| 21      | 3        | Kali Christ            | Canada        | 1'17"41  | +3"39    |
| 22      | 5        | Miyako Sumiyoshi       | Giappone      | 1'17"68  | +3"66    |
| 23      | 2        | Natalia Czerwonka      | Polonia       | 1'17"933 | +3"91    |
| 24      | 9        | Vanessa Bittner        | Austria       | 1'17"937 | +3"91    |
| 25      | 3        | Jenny Wolf             | Germania      | 1'17"99  | +3"97    |
| 26      | 11       | Gabriele Hirschbichler | Germania      | 1'18"00  | +3"98    |
| 27      | 1        | Maki Tsuji             | Giappone      | 1'18"07  | +4"05    |
| 28      | 8        | Kim Hyun-Yung          | Corea del Sud | 1'18"10  | +4"08    |
| 29      | 8        | Luiza Złotkowska       | Polonia       | 1'18"38  | +4"36    |
| 30      | 6        | Brittany Schussler     | Canada        | 1'18"53  | +4"51    |
| 31      | 4        | Park Seung-Ju          | Corea del Sud | 1'18"94  | +4"92    |
| 32      | 2        | Sugar Todd             | Stati Uniti   | 1'19"13  | +5"11    |
| 33      | 4        | Kelly Gunther          | Stati Uniti   | 1'19"43  | +5"41    |
| 34      | 5        | Li Dan                 | Cina          | 1'20"20  | +6"18    |
| 35      | 6        | Lee Bo-Ra              | Corea del Sud | 1'57"49  | +43"47   |
|         | 13       | Monique Angermüller    | Germania      | DSQ      |          |

Data: Giovedì 13 febbraio 2014 

Ora locale: 18:00 
 
Pista: Adler Arena 

Legenda:
- DNS = non partita (did not start)
- DNF = prova non completata (did not finish)
- DSQ = squalificata (disqualified)
- Pos. = posizione